# Procisne
Procisne (w latach 1977–1981 Przesmyk) – osada śródleśna w Polsce położona w województwie podkarpackim, w powiecie bieszczadzkim, w gminie Lutowiska. Leży nad Sanem przy drodze wojewódzkiej nr 896. Osada jest częścią składową sołectwa Stuposiany.

## Historia
Pierwsze wzmianki dotyczące Procisnego sięgają roku 1580, i umiejscawiają je jako jedną z własności Kmitów. Wieś prawa wołoskiego w latach 1551–1600, położona w ziemi sanockiej województwa ruskiego.
W połowie XIX wieku właścicielką posiadłości tabularnej w Procisnem była Sabina Koniecka. Latem 1884 r. we wsi w majątku Zduniów gościł Oskar Kolberg.
Po II wojnie światowej wieś uległa całkowitemu zniszczeniu i wysiedleniu.
W latach 1975–1998 miejscowość administracyjnie należała do województwa krośnieńskiego.

## Demografia
- 1921 Procisne zamieszkiwało 411 osób (w 79 domach mieszkalnych):
  - 359 wyznania greckokatolickiego
  - 29 wyznania mojżeszowego
  - 23 wyznania rzymskokatolickiego
- 1991 – 39 osób
- 2004 – 52 osoby
- 2020 – 45 osób[2]